# SV Limburgia in het seizoen 1968/69
Het seizoen 1968/1969 was het 15e jaar in het bestaan van de Brunssumse betaaldvoetbalclub Limburgia. De club kwam uit in de Tweede divisie en eindigde daarin op de zesde plaats. Tevens deed de club mee aan het toernooi om de KNVB beker, hierin werd de club in de tweede ronde uitgeschakeld door Volendam (1–3).

## Wedstrijdstatistieken

### Tweede divisie
|       | AGOVV | Baronie | SC Drente | EDO   | Excelsior | Fortuna | Gooiland | De Graafschap | Hermes DVS | Heerenveen | NOAD  | PEC   | Roda JC | Velox | FC VVV | ZFC   | Zwolsche Boys |
| ----- | ----- | ------- | --------- | ----- | --------- | ------- | -------- | ------------- | ---------- | ---------- | ----- | ----- | ------- | ----- | ------ | ----- | ------------- |
| Thuis | 6 – 1 | 1 – 2   | 3 – 2     | 2 – 0 | 1 – 2     | 3 – 0   | 1 – 1    | 3 – 1         | 1 – 0      | 2 – 2      | 1 – 0 | 4 – 3 | 1 – 4   | 1 – 1 | 0 – 0  | 2 – 0 | 3 – 2         |
| Uit   | 2 – 0 | 1 – 1   | 2 – 2     | 1 – 1 | 1 – 1     | 2 – 0   | 2 – 0    | 1 – 1         | 0 – 2      | 1 – 0      | 2 – 0 | 0 – 3 | 2 – 2   | 1 – 0 | 0 – 1  | 3 – 0 | 2 – 1         |

### KNVB beker
| 1e ronde                                  | Limburgia                  | 3 – 2 (1 – 0) | SC Cambuur                                     |
| 15 september 1968 Plaats: Brunssum Venweg | Willy Coolen 13', 57', 66' |               | 52' Henny Weering 83' Wim van der Heide        |
| 2e ronde                                  | Limburgia                  | 1 – 3 (1 – 0) | Volendam                                       |
| 10 november 1968 Plaats: Brunssum Venweg  | Willy Coolen 6'            |               | 53' Johan Pelk 59' Meeuwis Majoor 88' Jan Bond |

## Statistieken Limburgia 1968/1969

### Eindstand Limburgia in de Nederlandse Tweede divisie 1968 / 1969
| Stand | Gespeeld | Gewonnen | Gelijk | Verloren | Punten | Doelpunten voor | Doelpunten tegen |
| ----- | -------- | -------- | ------ | -------- | ------ | --------------- | ---------------- |
| 8e    | 34       | 13       | 10     | 11       | 36     | 64              | 54               |

### Topscorers
| #      | Naam             | Goal |
| ------ | ---------------- | ---- |
| 1.     | Willy Coolen     | 18   |
| 2.     | Piet Hermans     | 8    |
| 3.     | Jacques Maas     | 5    |
| 4.     | Anton Dormans    | 4    |
| 5.     | Emil Klostermann | 3    |
| 5.     | Ferdi Schreven   | 3    |
| 7.     | Jan Beckers      | 2    |
| 7.     | Jan Janssen      | 2    |
| 7.     | Wim Vrösch       | 2    |
| 10.    | Gène Gerards     | 1    |
| 10.    | Boy Politiek     | 1    |
| 10.    | Piet Quix        | 1    |
| Totaal | Totaal           | 64   |

| #      | Naam         | Goal |
| ------ | ------------ | ---- |
| 1.     | Willy Coolen | 4    |
| Totaal | Totaal       | 4    |

## Voetnoten
AGOVV · Baronie · SC Drente · EDO · Excelsior · Fortuna · Gooiland · De Graafschap · Heerenveen · Hermes DVS · Limburgia · NOAD · PEC · Roda JC · Velox · FC VVV · ZFC · Zwolsche Boys